# Euskal Bizikleta
Die Euskal Bizikleta (baskisch) oder auch Bicicleta Vasca (spanisch) war ein spanisches Rad-Etappenrennen das jährlich im Baskenland stattfand.

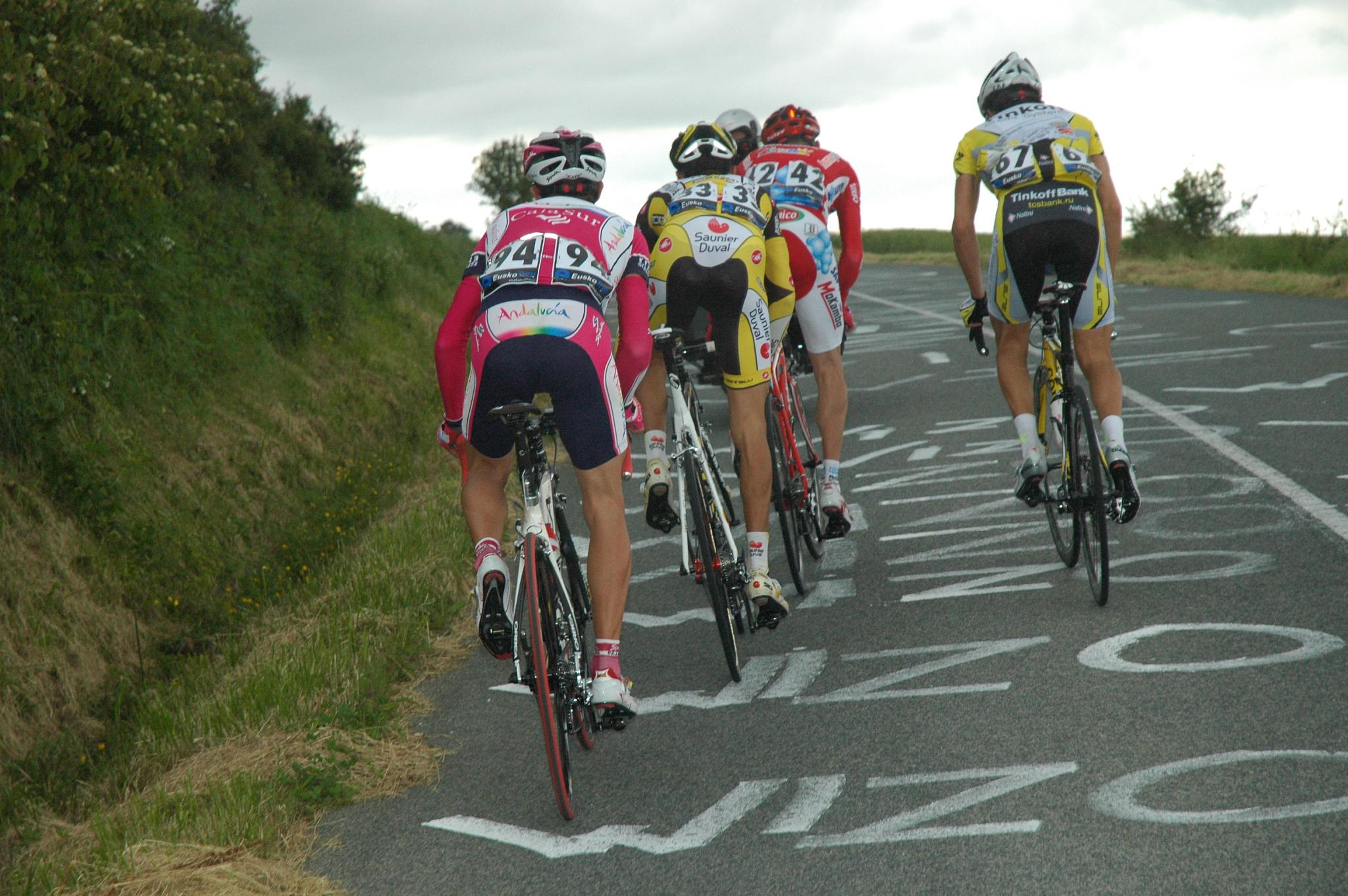
Anstieg bei der 3. Etappe der Euskal Bizikleta 2008

Die Euskal Bizikleta war ein sehr bergiges Rennen, was sich in der Siegerliste widerspiegelt. Mit Einführung der UCI Europe Tour im Jahr 2005 gehörte das Rennen dieser Rennserie an und war in die höchste Kategorie 2.HC eingestuft.
Das Rennen wurde seit 1991 unter diesem Namen ausgetragen und hatte diverse Vorgängerveranstaltungen. Unter dem gleichen Modus wurde in den Jahren 1987 bis 1990 das Etappenrennen Arrateko Igoera – Eibarko Bizikleta (spanisch: Subida a Arrate – Bicicleta Eibarresa) ausgetragen. Wie durch den zusammengesetzten Namen angedeutet, kam dieses Rennen aus der Fusion des Etappenrennens Eibarko Bizikleta und dem Eintagesrennen Arrateko Igoera zustande. Die Arrateko Igoera wurde mit punktuellen Unterbrechungen von 1941 bis 1986 ausgetragen, so dass dieses Rennen nahtlos in das Nachfolgerennen überging. Im Gegensatz dazu fand die letzte Austragung der Eibarko Bizikleta 1968 statt. Die fast 20 Jahre währende Pause wurde zum Teil durch eine fünf Jahre währende Zusammenlegung dieser Rundfahrt mit der Baskenland-Rundfahrt in den Jahren 1969 bis 1973 gefüllt. Nach zunehmenden finanziellen Problemen wurde das Rennen im Jahr 2009 nicht ausgetragen und mit der Baskenland-Rundfahrt fusioniert.

## Sieger

### Euskal Bizikleta
| - 2008 Eros Capecchi - 2007 Constantino Zaballa - 2006 Koldo Gil - 2005 Eladio Jiménez - 2004 Roberto Heras - 2003 José Antonio Pecharroman | - 2002 Mikel Zarrabeitia - 2001 Juan Carlos Domínguez - 2000 Haimar Zubeldia - 1999 David Etxebarria - 1998 Abraham Olano - 1997 Abraham Olano | - 1996 Miguel Indurain - 1995 Eugeni Berzin - 1994 Stefano Della Santa - 1993 Piotr Ugrumow - 1992 Franco Chioccioli - 1991 Gianni Bugno |

### Arrateko Igoera – Eibarko Bizikleta
| - 1990 Thierry Claveyrolat - 1989 Frederico Etxabe - 1988 Jokin Mújika - 1987 Marino Lejarreta |

### Arrateko Igoera
| - 1986 Iñaki Gastón - 1985 Iñaki Gastón - 1984 Stephen Roche - 1983 Alberto Fernandez - 1982 Ángel Arroyo - 1981 Johan De Muynck - 1979–1980 nicht ausgetragen - 1978 Fernandez Ovies - 1977 Carlos Ocaña - 1976 nicht ausgetragen - 1975 Francisco Galdós - 1974 Pedro Torres - 1973 S. Lazkano - 1972 Gonzalo Aja - 1971 Luis Ocaña Pernía | - 1970 Joaquín Galera - 1969 Domingo Fernandez - 1968 Raymond Poulidor - 1967 Eduardo Castelló - 1966 Raymond Poulidor - 1965 Julio Jiménez - 1964 Joaquín Galera - 1963 Juan José Sagardui - 1962 Federico Bahamontes - 1961 Federico Bahamontes - 1960 Jesús Loroño - 1959 Federico Bahamontes - 1958 Federico Bahamontes - 1957 José Mitxelena - 1956 Anton Barrutia | - 1955 Anton Barrutia - 1954 Oskar Elgezabal - 1953 Julian Aguirrezabal - 1952 Hortensio Biduarreta - 1951 Manolo Rodriguez - 1950 Manolo Rodriguez - 1949 Jesús Loroño - 1948 Miguel Lizarazu - 1947 Miguel Lizarazu - 1946 Martin Mancisidor - 1945 José Gandara - 1944 Martin Mancisidor - 1943 Martin Mancisidor - 1942 Martin Mancisidor - 1941 Pedro Zugasti |

### Eibarko Bizikleta
| - 1968 José María Errandonea - 1967 Carlos Echevarría - 1966 Eusebio Vélez - 1965 Sebastian Elorza - 1964 Carlos Echevarría - 1963 Juan José Sagarduy | - 1962 Rolf Wolfshohl - 1961 Antonio Karmany - 1960 Benigno Azpuru - 1959 Antón Bertran - 1958 Jesús Loroño - 1957 Antón Barrutia | - 1956 Jesús Loroño - 1955 José Escolano - 1954 José Serra - 1953 Vicente Iturat - 1952 Louis Caput |